# Skinkel
Skinkel er navnet på tre uddøde danske uradelsslægter.

## Skinkel med søbladene
Navnet Skinkel føres af en kongerigsk og to sønderjyske adelsætter og har formentlig sin oprindelse af godset Schinkel i Gettorf Sogn. Den her boende slægt, der efter våbenet at dømme (tre søblade) må være af samme udspring som den holstenske slægt Sehested, nævnes tidligst 1284 med Nicolaus Skinkel, der formenes at være bedstefader til Ludeke Skinkel (nævnt 1337 og 1344); dennes søn Otto Skinkel, også kaldet Scheele, (nævnt 1357 og 1398) var fader til ridderen Borkvard Skinkel (nævnt 1382 og 1390) til Rolfsted, til ridder Bernike Skinkel (død 1418) til Iversnæs og Enggård m.m. og til Ludeke Skinkel (nævnt 1382 og 1412) til Egeskov, hvis søn Johan Skinkel (nævnt 1427 og 1480) til Egeskov og Fjellebro havde en datter, som ægtede Hans Jensen (død tidligst 1487) til Gerskov af slægten Skinkel med liljen. Hr. Bernike Skinkel var fader til ridderen Otte Skinkel (død ca. 1448) til Iversnæs og Enggård, hvis datter Hilleborg Skinkel (død 1494) ægtede rigsråden Knud Henriksen Gyldenstierne (død ca. 1467). Ovennævnte Borkvard Skinkel (nævnt 1382 og 1390) var fader til dronning Margretes køgemester Claus Skinkel (nævnt 1402 og 1440) til Lammehave, med hvis sønnesøns søn Jørgen Skinkel til Lammehave slægten uddøde 1560.

## Skinkel/Tinhuus
Den anden sønderjyske slægt, der snart kaldes Skinkel, snart Tinhuus (vistnok efter Tetenhusen, Krop Sogn), føres tilbage til den 1313 forekommende Markvard Tinhuus, som var bedstefader til ridderen Albert Tinhuus (nævnt 1378) og til Markvard Tinhuus (nævnt 1385 og 1397), hvis hustru antages at være Anne Borkvardsdatter Skinkel af Søblad-slægten. Deres søn, ridderen, landsdommer Otte Skinkel (nævnt 1385 og 1430) var fader til Morten Skinkel eller Tinhuus (død senest 1480) til Rolfsted, hvis sønner var Hans Skinkel (nævnt 1485 og 1492) til Rolfsted og rigsråd Laurids Skinkel (død 1533) til Egeskov og Juulskov; af hans døtre ægtede Anne Tinhuus (død 1565) rigsmarsken Frands Brockenhuus (1518-1569). Hans Skinkel til Rolfsted var fader til Oluf Skinkel (død ca. 1556) — med hvem slægten antagelig uddøde — og til Anne Skinkel, der ægtede nedennævnte Poul Jensen til Gerskov.

## Skinkel med liljen
Slægten Skinkel med liljen stammer fra Odense, fra hvis byvåben liljen formentlig er taget; dens ældst kendte mand, rådmand i Odense Hans Jensen (nævnt 1404 og 1405) var fader til rådmand sammesteds Jens Hansen (nævnt 1435 og 1459) til Østrupgård, hvis søn rådmand sammesteds Hans Jensen (død tidligst 1487) til Gerskov ægtede ovennævnte datter af Johan Skinkel (nævnt 1427 og 1480). Deres søn Poul Jensen (nævnt 1505) til Gerskov havde i sit ægteskab med ovennævnte Anne Hansdatter Skinkel sønnerne Hans Skinkel (død tidligst 1554) til Gerskov og Poul Skinkel (faldet 1565 ved Axtorna) til Egeskov og Østrupgård, af hvis børn skal nævnes Hilleborg Skinkel (1558-1612), gift med admiralen Herluf Trolle Daa (1565-1630), og Morten Skinkel (1547-tidligst 1614) til Østrupgård, hvis sønnesøn var gehejmeråd Morten Skinkel (1628-1691) til Søholm m.m.
Hans Skinkel (død tidligst 1554) var bedstefader til Laurids Skinkel (død 1670) til Gerskov og Søholm, hvis sønner var oberst Steen Skinkel (1652-1711) til Bækkeskov og viceadmiral Johan Skinkel (1649-1704) til Gerskov; hans søn, generalløjtnant Niels Juel Skinkel (død 1772) var fader til generalmajor Johan Skinkel (1730-1790), der vistnok var slægtens sidste mand.